# Styrax serrulatus
Styrax serrulatus là một loài thực vật có hoa trong họ Bồ đề. Loài này được Roxb. miêu tả khoa học đầu tiên năm 1832.